# مسابقه (فیلم ۲۰۰۲)
مسابقه (فرانسوی: Le Raid‎) فیلمی است که در سال ۲۰۰۲ منتشر شد.

## بازیگران
- الن دو فوژرول
- دیدیه فلامان
- ژرار ژونیو
- ژوزین بالاسکو
- عمر سی
- پاسکال البه